# Kisléghi Nagy Ádám
Kisléghi Nagy Ádám (Budapest, 1961. augusztus 17.) Kossuth-díjas magyar festőművész, érdemes művész.

## Életútja
1985-ben szerezte diplomáját a Magyar Képzőművészeti Főiskola festő-szakán, mestere Sváby Lajos volt. 1992-ben a szombathelyi Tanárképző Főiskola tanára volt.  1995-ben a Római Magyar Akadémia ösztöndíjasa volt, majd 1998-ban a nápolyi II. Frigyes Egyetem művészeti tanszékének ösztöndíjasa volt, Állami Eötvös Ösztöndíjjal. 1990-ben  Apokalipszis-freskót  festett egy Barcelona melletti falu templomában. 1996-ban az olaszországi Madognana-ban secco falképet festett egy falusi templom homlokzatára, majd 1997-ben az akkori Botfa-zalaegerszegi római katolikus kápolnába ikonkeresztet. Megfestette az olaszországi Pieve di Capanne templomának oltárképét.  1999 és 2003 között négy, nagy méretű olajfestményt készített a Szombathelyi Székesegyház kereszthajójába, Szűz Mária élete címmel. 2019-ben Rómában a Pápai Szépművészeti Akadémia tiszteletbeli tagjává választották. Festményei elsősorban templomokban és magángyűjteményekben találhatók, Magyarországon és külföldön. Munkái keresztény, bibliai tárgyú alkotások, ill.portrék,valamint ikonok. Utóbbiak több görögkatolikus és római katolikus templomban is megtalálhatók országszerte. (Budapest, Szeged, Nyíregyháza, Szentendre, Máriapócs, Homokkomárom) 2023 január óta nagyméretű, Sacra Conversazione, azaz Szent beszélgetés c. olajfestménye a Budavári Karmelita Kolostor Beethoven termében látható. A festményt 2023 áprilisában Ferenc pápa is megtekintette és köszöntő beszédében megemlítette. 
1989 óta él Vas megyében.

## Díjak, elismerések
- 1980: Domanovszky-díj
- 1985: Kortárs Művészeti Fórum nívódíja
- 1987: Herman Lipót-díj
- 1995: Római Magyar Akadémia ösztöndíjasa
- 1998 Állami Eötvös Ösztöndíj, Nápoly
- 2004: az Év vasi embere 2003
- 2009: meghívást kapott XVI. Benedek pápa művészekkel való találkozójára Rómába, a Sixtus kápolnába
- 2011: Magyarország Érdemes Művésze
- 2019:
  - Mindszenty emlékérem
  - a Vatikán Pápai Szépművészeti Akadémiájának tiszteletbeli tagja lett
  - Kossuth-díj

## Egyéni kiállítások
- 1985: 
  - Kortárs Művészeti Fórum, Budapest
  - Almássy téri Szabadidő Központ, Budapest (Tóth Csabával közösen)
- 1986: Színház, Körmend
- 1990: Stúdió Galéria, Budapest „Utolsó Lapok”
- 1992: Művelődési Központ, Celldömölk
- 1993:
  - Szombathelyi Képtár
  - Médium Galéria, Szombathely
  - Vármegye Galéria, Budapest
- 1994:
  - Vármegye Galéria, Budapest
  - Keresztény Múzeum, Esztergom
- 1995:
  - Sárospataki Képtár
  - Móra Múzeum Képtára, Szeged, „Miserere”
- 1996: Pázmány Péter Katolikus Egyetem, Piliscsaba
- 1998:
  - Lakitelek, Népfőiskola
  - Tihany, Bencés Apátság, (Ozsvári Csaba őtvősművésszel) „Ars Sacra”
- 1999: Zebegény
- 2005: Szombathelyi Képtár „Újbarokk”
- 2016: Róma, Római Magyar Akadémia „Lux in tenebris lucet”

## Válogatott csoportos kiállítások
- 1986: Tavaszi Tárlat, Salgótarján: Nyári Tárlat, Szeged
- 1987:
  - Képzőművészeti Főiskolák Nemzetközi Biennáléja, Toulouse
  - Bartók 32 Galéria, Budapest
- 1988: Studió ’88, Ernst Múzeum, Budapest
- 1991: Ecce Homo, Vajda Lajos Stúdió, Szentendre
  - Médium Galéria, Szombathely „Tűrttiltott”
  - Művészetek Háza, Pécs
- 1992:
  - Szombathelyi Képtár, Szombathely, „A gondolat valósága”
  - Minorita Galéria, Graz, „Kenyér és bor asztaltársaság”
- 1994: Kunstm. Trapholt, Kolding (Dánia) „Magyar Rapszódia”
- 1995: Conzentrum Pannonisches Kunstforum ’95, Stadtschlaining, Ausztria
- 2013: Tolmezzo/Udine, Olaszország ,„Dipingere il mistero”, kortárs egyházművészeti nemzetközi kiállítás